# Марк Требоний
Марк Требоний (лат. Marcus Trebonius; V—IV века до н. э.) — римский политический деятель из плебейского рода Требониев, военный трибун с консульской властью в 383 году до н. э.
По данным Тита Ливия, Марк Требоний стал единственным трибуном-плебеем в коллегии, состоявшей из шести магистратов. Во время его трибуната шла война с вольсками, латинами и жителями Ланувия. У Диодора Сицилийского Требоний не упоминается, и антиковеды полагают, что этот трибун был просто придуман.